# Rüdtligen-Alchenflüh
Rüdtligen-Alchenflüh (do 1926 Rüdtligen) – gmina (niem. Einwohnergemeinde) w Szwajcarii, w kantonie Berno, w regionie administracyjnym Emmental-Oberaargau, w okręgu Emmental.

## Demografia
W Rüdtligen-Alchenflüh mieszkają 2 444 osoby. W 2020 roku 26% populacji gminy stanowiły osoby urodzone poza Szwajcarią.

## Transport
Przez teren gminy przebiega autostrada A1 oraz droga główna nr 1.